# Cross Game
Cross Game (クロスゲーム?, Kurosu Gēmu) è un manga shōnen scritto e disegnato da Mitsuru Adachi. In Giappone è serializzato nella rivista Weekly Shōnen Sunday a partire dalla doppia uscita 22/23 del 2005. In Italia è edito dalla Flashbook a partire dal marzo 2008.
La storia è divisa in tre differenti parti. La prima parte, chiamata Le stagioni di Wakaba (若葉の季節?, Wakaba no Kisetsu), è un prologo che mostra i personaggi principali durante le elementari. Copre i primi 10 capitoli della storia, pari al primo volume del manga. La seconda parte, Le stagioni di Aoba, mostra la storia 4 anni dopo, durante gli anni delle medie e l'inizio delle superiori. La numerazione dei capitoli viene resettata, partendo dal capitolo 1 fino al capitolo 130, pari ai volumi dal 2 al 14. La terza e ultima parte, La stagione della luce, narra la fase conclusiva della storia e copre i capitoli dal 131 al 160.
Il manga ha vinto il Premio Shogakukan nella categoria shōnen nel 2009.
Sempre nel 2009 è stata prodotta una serie televisiva anime basata sul manga. Il primo episodio andato in onda in Giappone il 5 aprile. La serie si compone di 50 episodi.

## Trama
Cross Game è la storia di Kō Kitamura e delle quattro sorelle Tsukishima: Ichiyō, Wakaba, Aoba, e Momiji. La madre delle ragazze è scomparsa da qualche anno. La famiglia Tsukushima gestisce un Batting center e una caffetteria, mentre la famiglia Kitamura è proprietaria di un vicino negozio di articoli sportivi. Wakaba e Kō sono nati lo stesso giorno e nello stesso ospedale, e sono buoni amici sin dalla loro infanzia. Sembra un segno del destino, e in effetti Wakaba sogna un futuro insieme, provocando la gelosia della scontrosa Aoba, la sorella più giovane di un anno, che non sopporta Kō forse per il modo in cui le sta "portando" via l'amata sorella.
Kō e Aoba hanno un grande talento per il baseball, ma, mentre il primo lo snobba e lo etichetta come noioso, la seconda lo ama alla follia.

La vita sembra scorrere tranquilla, finché la morte di Wakaba sconvolge le vite dei protagonisti.
La storia riprenderà quattro anni dopo, quando i ragazzi sono alla fine delle scuole medie, e seguirà le loro vicissitudini sportive e sentimentali.

## Doppiaggio
- Haruka Tomatsu: Aoba Tsukishima (月島青葉)
- Miyu Irino: Kō Kitamura (樹多村光)
- Akemi Kanda: Akane Takigawa, Wakaba Tsukishima (月島一葉)
- Daisuke Kishio: Keiichirō Senda
- Kenji Nomura: Osamu Akaishi
- Mami Kameoka: Hiroko "Deebu" Okubo, Female Student A, Kaori, Schoolgirl A
- Megumi Toyoguchi: Ichiyō Tsukishima (月島若葉)
- Minoru Inaba: Coach Sentarō Maeno
- Mitsuaki Madono: Junpei Azuma
- Noriko Shitaya: Momiji Tsukishima (月島紅葉), Female Student A, Nurse, Stadium Announcer
- Takahiro Sakurai: Yūhei Azuma
- Tetsuya Kakihara: Mizuki Asami
- Yoshinori Sonobe: Daiki Nakanishi
- Yuka Hirata: Risa Shidou
- Akeno Watanabe: Midori Koganezawa
- Asuka Horiguchi: Schoolgirl
- Daisuke Endō: Padre di Akane, Coach Takei, Ichihara, Makihara, Ogura, Player A, Reporter
- Erika Sudō: Female Slugger Fukuda, Female Student B, Kyōko Nakagawa, Schoolgirl B, Yōko
- Hiromu Miyazaki: Kishi, Mitani, Policeman, Referee B, Tatsumasa Miki
- Jiro Saito: Counselor/Acting Principal Eitaro Shidō
- Jirō Satō: Pitcher Noboru Kamikawa
- Junko Minagawa: Megumi Shimano
- Kana Uetake: Madre di Akane, Imai
- Keiko Nemoto: Fujita
- Kenji Hamada: Tadashi Shimano
- Kenji Nojima: Keitaro Mishima
- Kōzō Dōzaka: Coach Tōru Itoyama, Keisuke Kishibe, Nisikura High School Coach, Pervert, Player C, Referee, Sekiguchi, Student, Takada, Teacher, Tsuchida
- Kozue Harashima: Fan club girl B, Girl A
- Kyoko Hikami: Kimie Kitamura
- Kyosuke Suzuki: Anekōji, Hayashi, Ishiguro, Member, Pitcher Matsushima, Playboy Takehara, Player B, School Boy, Tetsu Iwai, Tsuneki
- Masako Nozawa: Nomo (cat), Old Man, Tokie Asami
- Masumi Asano: Ouka University Pitcher Sawaguchi
- Minami Nakanishi: Girl B
- Mugihito: Chairman Yokomichi Ōkubo
- Natsuko Kondō: Schoolgirl
- Nobuaki Kanemitsu: Batting Coach, Coach Kojima, Coach Terada, Referee, Referee B, Slugger Kubo, Yashiro
- Takafumi Kawakami: Ambulance, Ehara, First-Year Student, Male Stalker, Onoda, Pitching Coach, Referee, Referee A, Toshio Miya
- Takuma Suzuki: Catcher Takizawa, Kensaku Kitamura, Live Announcer, Referee
- Tetsuo Sakaguchi: Coach Nishigushi
- Tomohisa Asō: Kikuji Asami
- Tohru Furusawa: Coach Shugo Daimon
- Tōru Nara: Takuro Oigawa
- Toshitaka Hirano: Sena High School Coach
- Touko Aoyama: Ouka University Slugger Ozaki
- Yasuhiko Kawazu: Seiji Tsukishima
- Yuki Matsuoka: Minako Kojima
- Yuko Sasamoto: Satomi High Captain Yuki Matsuyama

## Volumi
| Nº | Volume    | Data di prima pubblicazione              | Data di prima pubblicazione              |
| Nº | Volume    | Giapponese                               | Italiano                                 |
| 1  | Volume 1  | 2 settembre 2005 ISBN 4-09-127351-3      | 15 marzo 2008 ISBN 978-88-6169-073-8     |
| 2  | Volume 2  | 15 dicembre 2005 ISBN 978-4-09-127352-9  | 15 maggio 2008 ISBN 978-88-6169-074-5    |
| 3  | Volume 3  | 17 marzo 2006 ISBN 978-4-09-120130-0     | 15 luglio 2008 ISBN 978-88-6169-080-6    |
| 4  | Volume 4  | 16 giugno 2006 ISBN 978-4-09-120419-6    | 30 settembre 2008 ISBN 978-88-6169-098-1 |
| 5  | Volume 5  | 15 settembre 2006 ISBN 978-4-09-120589-6 | 1º dicembre 2008 ISBN 978-88-61-69105-6  |
| 6  | Volume 6  | 16 dicembre 2006 ISBN 978-4-09-120697-8  | 23 gennaio 2009 ISBN 978-88-6169-109-4   |
| 7  | Volume 7  | 16 marzo 2007 ISBN 978-4-09-121020-3     | 15 marzo 2009 ISBN 978-88-6169-114-8     |
| 8  | Volume 8  | 18 giugno 2007 ISBN 978-4-09-121075-3    | 30 maggio 2009 ISBN 978-88-6169-118-6    |
| 9  | Volume 9  | 18 settembre 2007 ISBN 978-4-09-121170-5 | 15 luglio 2009 ISBN 978-88-6169-134-6    |
| 10 | Volume 10 | 15 dicembre 2007 ISBN 978-4-09-121230-6  | 24 settembre 2009 ISBN 978-88-6169-138-4 |
| 11 | Volume 11 | 18 febbraio 2008 ISBN 978-4-09-121328-0  | 29 novembre 2009 ISBN 978-88-6169-143-8  |
| 12 | Volume 12 | 28 maggio 2008 ISBN 978-4-09-121408-9    | 15 gennaio 2010 ISBN 978-88-6169-158-2   |
| 13 | Volume 13 | 18 settembre 2008 ISBN 978-4-09-121537-6 | 9 maggio 2010 ISBN 978-88-6169-160-5     |
| 14 | Volume 14 | 11 marzo 2009 ISBN 978-4-09-121635-9     | 4 luglio 2010 ISBN 978-88-6169-162-9     |
| 15 | Volume 15 | 17 luglio 2009 ISBN 978-4-09-121699-1    | 29 ottobre 2010 ISBN 978-88-6169-209-1   |
| 16 | Volume 16 | 16 novembre 2009 ISBN 978-4-09-121884-1  | 20 gennaio 2011 ISBN 978-88-6169-221-3   |
| 17 | Volume 17 | 18 aprile 2010 ISBN 978-4-09-122259-6    | 15 aprile 2011 ISBN 978-88-6169-247-3    |

## Episodi
| Nº | Giapponese 「Kanji」 - Rōmaji                    | In onda           | In onda |
| Nº | Giapponese 「Kanji」 - Rōmaji                    | Giapponese        |         |
| 1  | 「四つ葉のクローバー」 - Yotsuba no Kurōbā       | 5 aprile 2009     |         |
| 2  | 「大っ嫌い!」 - Daikkirai!                       | 12 aprile 2009    |         |
| 3  | 「ちゃんと?」 - Chanto?                          | 19 aprile 2009    |         |
| 4  | 「秘密兵器」 - Himitsu Heiki                     | 26 aprile 2009    |         |
| 5  | 「ナベ貸してくれる?」 - Nabe Kashitekureru?      | 3 maggio 2009     |         |
| 6  | 「誰だ?おまえ」 - Dare Da? Omae                  | 10 maggio 2009    |         |
| 7  | 「面食いなんです」 - Menkui Nan Desu             | 17 maggio 2009    |         |
| 8  | 「似てるんだ」 - Niteru n'Da                     | 24 maggio 2009    |         |
| 9  | 「しまって行こー」 - Shimatte Ikō                | 31 maggio 2009    |         |
| 10 | 「冗談はよせ」 - Jōdan wa Yose                   | 7 giugno 2009     |         |
| 11 | 「ニヤニヤするな」 - Niyaniya Suru na            | 14 giugno 2009    |         |
| 12 | 「勝負しなさい！」 - Shōbu Shinasai!             | 21 giugno 2009    |         |
| 13 | 「夏合宿?」 - Natsugasshuku?                     | 28 giugno 2009    |         |
| 14 | 「何点?」 - Nanten?                              | 5 luglio 2009     |         |
| 15 | 「もっと楽しめよ」 - Motto Tanoshime yo          | 12 luglio 2009    |         |
| 16 | 「知るか」 - Shiru ka                            | 19 luglio 2009    |         |
| 17 | 「シンドイな」 - Shindoi na                      | 26 luglio 2009    |         |
| 18 | 「オーディション?」 - Ōdishon?                   | 2 agosto 2009     |         |
| 19 | 「思い出の・・・」 - Omoide no...                | 9 agosto 2009     |         |
| 20 | 「朝見水輝」 - Asami Mizuki                      | 16 agosto 2009    |         |
| 21 | 「何はともあれ」 - Nani wa Tomoare               | 23 agosto 2009    |         |
| 22 | 「なめてたでしょ」 - Nameteta Desho              | 30 agosto 2009    |         |
| 23 | 「逆転するよね?」 - Gyakuten Suru yo ne?         | 6 settembre 2009  |         |
| 24 | 「やめるなよ」 - Yameru na yo                    | 13 settembre 2009 |         |
| 25 | 「光栄ですね」 - Kōei Desu ne                    | 20 settembre 2009 |         |
| 26 | 「知ってるよ」 - Shitte 'ru yo                   | 27 settembre 2009 |         |
| 27 | 「…かもしんない」 - ...Kamo Shin'nai             | 4 ottobre 2009    |         |
| 28 | 「終わらせようぜ」 - Owarase yōze                | 11 ottobre 2009   |         |
| 29 | 「だれぎゃ?」 - Dare gya?                        | 18 ottobre 2009   |         |
| 30 | 「若葉」 - Wakaba                                | 25 ottobre 2009   |         |
| 31 | 「年をとるのかなァ」 - Toshi o Toru no ka na     | 1º novembre 2009  |         |
| 32 | 「ちょっと」 - Chotto                            | 8 novembre 2009   |         |
| 33 | 「はたまた運命･･･か」 - Hata Mata Unmei...ka     | 15 novembre 2009  |         |
| 34 | 「あけまして」 - Akemashite                      | 22 novembre 2009  |         |
| 35 | 「2月14日」 - Nigatsu Jūyokka                    | 29 novembre 2009  |         |
| 36 | 「女子野球へ!?」 - Joshi Yakyū e!?               | 6 ottobre 2009    |         |
| 37 | 「よく寝たからでしょ」 - Yoku Neta kara Desho    | 13 ottobre 2009   |         |
| 38 | 「初デートですよ」 - Hatsu Dēto Desu yo          | 20 ottobre 2009   |         |
| 39 | 「ずっとずっと」 - Zutto Zutto                   | 27 ottobre 2009   |         |
| 40 | 「バカたれ!」 - Baka-tare!                       | 10 gennaio 2010   |         |
| 41 | 「行くぞ甲子園!」 - Iku zo Kōshien!              | 17 gennaio 2010   |         |
| 42 | 「それぞれの夏」 - Sorezore no Natsu             | 24 gennaio 2010   |         |
| 43 | 「あいかわらずだな…」 - Aikawarazu Da na...      | 31 gennaio 2010   |         |
| 44 | 「失投…か?」 - Shittō... ka?                     | 7 febbraio 2010   |         |
| 45 | 「こっちのセリフだろ!」 - Kocchi no Serifu Daro! | 14 febbraio 2010  |         |
| 46 | 「やーな感じだなァ」 - Yā na Kanji Da nā         | 21 febbraio 2010  |         |
| 47 | 「ウソついてもいいか?」 - Uso Tsuite mo Ii ka?   | 7 marzo 2010      |         |
| 48 | 「よし」 - Yoshi                                 | 14 marzo 2010     |         |
| 49 | 「楽しんでるか?」 - Tanoshinderu ka?             | 21 marzo 2010     |         |
| 50 | 「世界中で一番…」 - Sekaijū de Ichiban...        | 28 marzo 2010     |         |